# Huize Scheybeeck

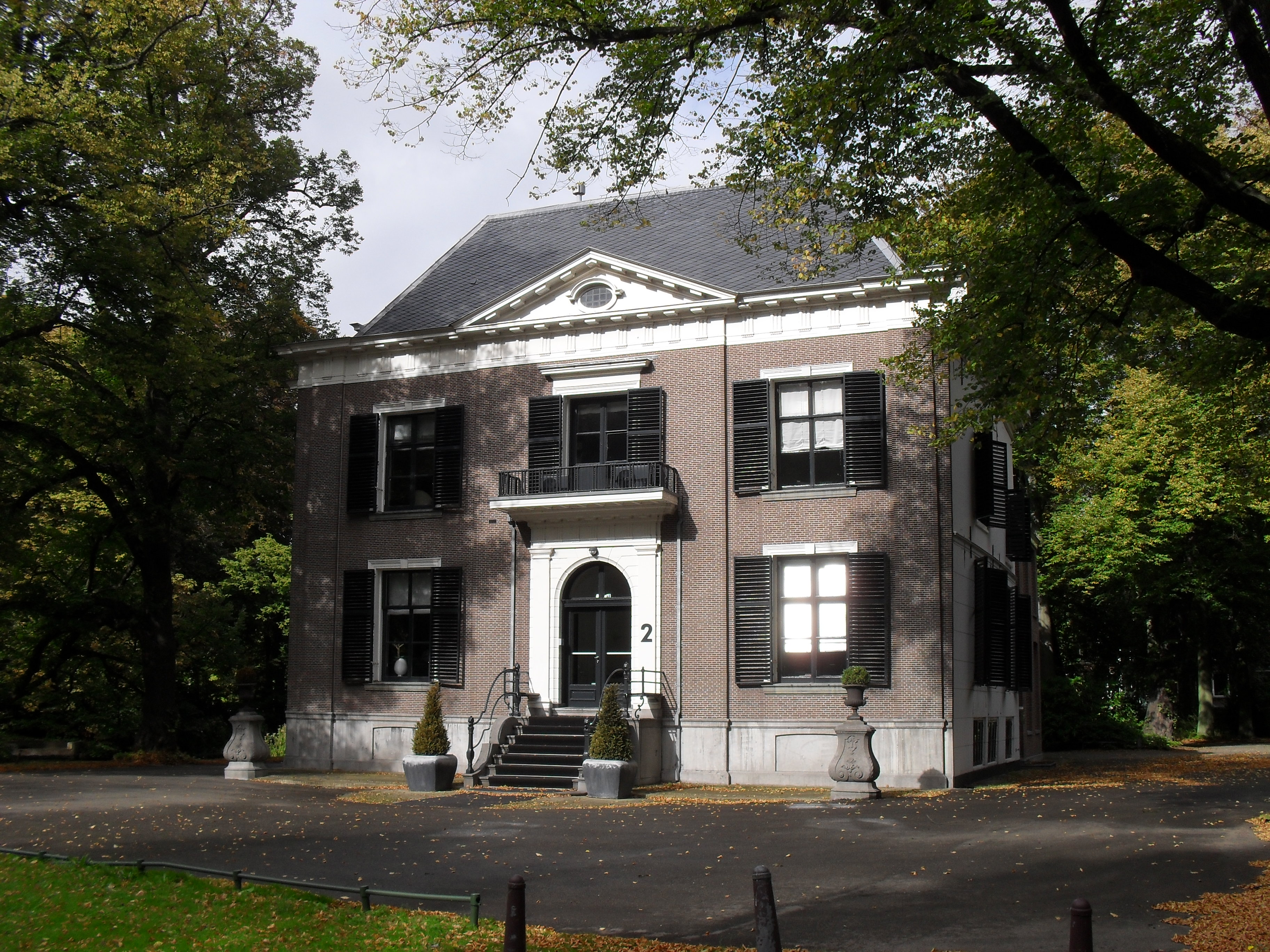
Scheybeek

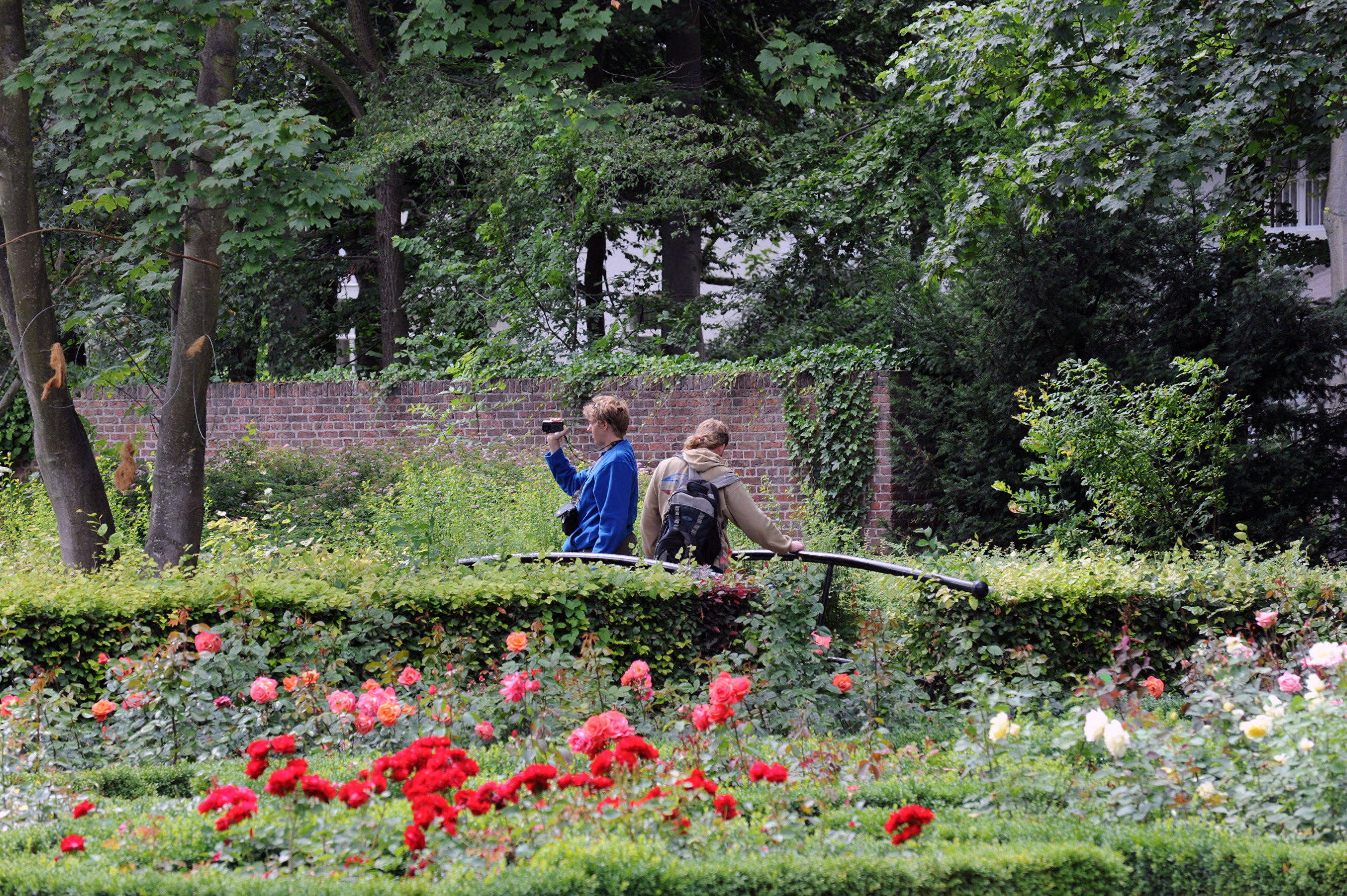
Park Scheybeeck in Beverwijk, zichtbaar is een gedeelte van de historische muur.

Huize Scheybeeck is een buitenplaats in Beverwijk in de Nederlandse provincie Noord-Holland. De buitenplaats is gebouwd voor 1624. Het bijbehorende park is vrij toegankelijk. 
Scheybeeck was tussen 1946 en 1965 in gebruik als gemeentehuis. Het park en huis zijn vernoemd naar een beek die stroomt richting de Beverwijkse haven vanaf het duingebied de Breesaap. De duinbeek vormde de natuurlijke grens tussen Beverwijk en Velsen.
Een origineel element is de Kruikenbeek: de oevers van de beek zijn in 1905 bekleed met op elkaar gestapelde jeneverkruiken van aardewerk.  
De voormalige Amsterdamse eigenaar Laurens Baeck nodigde regelmatig Joost van den Vondel uit als gast. De dichter schreef hier het gedicht Beeckzangh. Later werd een villa in Velsen-Noord genoemd naar dit gedicht. In het park bevindt zich een historische muur genoemd naar Vondel. 